# Кайли Дженър
Кайли Кристен Дженър (на английски: Kylie Kristen Jenner) е американска телевизионна риалити звезда, модел и бизнесдама.
Популярна е с участието си в реалити-шоуто „Keeping Up With The Kardashians“, посветено на семейството ѝ. През 2012 г. създава модна линия заедно със сестра си Кендъл, наречена „Кендъл и Кайли“, чрез модната марка „Паксън“, а в края на 2015 г. – самостоятелна козметична марка.
Списание Time включва сестрите Дженър в „25-те най-влиятелни тийнейджъри на 2014 година“ поради голямото им влияние в социалните мрежи. През следващите години Кайли отново е част от списъка. Тя е сред десетте известни личности с най-много последователи в Instagram и има няколко снимки в класацията на 10-те най-харесвани публикации в социалната мрежа. Присъства в редица списъци на списание Forbes поради своите влияние, богатство и популярност.

## Произход и образование
Кайли Дженър е родена на 10 август 1997 г. в Лос Анджелис. Тя е най-малката дъщеря на бившия олимпийски шампион Кейтлин Дженър (преди познат като Брус) и телевизионната звезда Крис Дженър. Има и по-голяма сестра – Кендъл. От страна на майка си има три полусестри (Ким, Клои и Кортни) и един полубрат (Роб). От страна на баща си има три полубратя (Бърт, Брандън и Броуди) и полусестра (Кейси). През 2012 г. решава да продължи образованието си като частен ученик, поради своята известност и се дипломира през юли 2015 г.

## Личен живот
През май 2016 г. Кайли Дженър си купува имение на стойност $36 милиона долара в Хидън Хилс, Калифорния. Тя заменя стария си дом в Калабасас. В следващите години влага средства в няколко къщи в градове из щата Калифорния, които декорира и препродава срещу голяма печалба.
Дженър е гадже на рапъра Тайга в периода 2014 – 2017 г. Връзката им е предмет на огромно внимание от страна на медиите и спорни мнения, поради крехката възраст на Кайли. Двамата съобщават, че са заедно след 18-ия ѝ рожден ден, но се предполага, че се виждат от доста преди това.
Кайли Дженър започва да излиза с Травис Скот през април 2017 г. През септември същата година, започват да се носят слухове, че Кайли е бременна от него. На 1 февруари 2018 г. Дженър ражда първото си дете (момиче) – Сторми Уебстър. През септември 2021 г. след спекулации дали очаква дете тя потвърждава втората си бременност, раждайки син на 2 февруари 2022 г. През януари 2023 г. е съобщено, че двойката отново се е разделила.

## Кариера

### Риалити телевизия
През 2007 г. заедно със семейството си тя започва да се снима в реалити предаването „Keeping Up With The Kardashians“, което проследява тяхното ежедневие. Предаването е изключително популярно и довежда до създаването на производните „Кортни и Ким превземат Маями“, „Клои и Ламар“, „Кортни и Ким превземат Ню Йорк“, „Кортни и Клои превземат Хемптънс“, в които Кайли е гост-звезда. В началото на 2017 г. е обявено и собственото риалити шоу на Кайли – „Животът на Кайли“, което разказва как най-младата Кардашиян/Дженър се превърна в световен тийн идол и успешен предприемач.

### Личен брандинг
През 2013 г. Кайли създава два лака за нокти, чрез марката Nicole by OPI. Партньорството ѝ с компанията ѝ носи приходи от 100 000 долара. От края на 2013 г. заедно със сестра си Кендъл работи по колекции за дрехи с различни модни марки, сред които „PacSun“, „Topshop“ и тяхната лична марка, „Kendall + Kylie“. През юли 2013 г. сестрите представят и своя линия бижута с помощта на „Pascal Mouawad's Glamhouse“.
През февруари 2014 г. Кайли и Кендъл издават колекция от обувки и чанти за „Steve Madden“. Кайли помага и за създаването на екстеншъни за коса на „Bellami Hair“, които включват шестнадесет различни нюанса и четка за боядисване. През март 2015 г. Дженър стават посланик на линията за грижа за кожата „Nip + Fab“.
През септември 2015 г. Кайли стартира новия си персонализиран уебсайт и мобилното си приложение, което е изтеглено над 500 хиляди пъти и е най-търсенето от всички на сестрите Кардашиян/Дженър.
В края на 2015 г. Кайли представя своя линия червила, „Lip Kit by Kylie“, по които работи от август. При първоначалното си пускане в продажба всички налични продукти се изкупуват за по-малко от минута, носейки приходи от над 8 милиона долара. В следващите години Кайли разширява компанията „Kylie Cosmetics“ и започва да продава и други гримове като сенки за очи, ружове, хайлайтъри, коректори и др. и аксесоари като несесери, четки и т.н.
От есента на 2016 г. Дженър е рекламно лице на колекциите на спортния бранд Puma.
През същата година Кайли открива първия си онлайн магазин, в който продава стоки като суичъри, панталони, бельо, кейсове за телефон, канцеларски материали и др. с нейните име и лик.
Кайли е гост на откриването на нови магазини на марката Sugar Factory в Чикаго, Орландо, Флорида и Лас Вегас.
През 2019 година създава своя трети бизнес, „Kylie Skin“, който се занимава с производството на бяла козметика, сред която грижа за лицето и тялото, слънцезащитни продукти и разнообразни аксесоари.

### Други
Кайли започва кариерата си на модел с линията „Crush Your Style“ и снима фотосесии с фотографа Ник Саглимбени. Тя изразява желание към актьорството, но колежът е неин по-голям приоритет. През август 2014 г. сестрите Дженър се появяват в музикален клип на певеца PartyNextDoor с участието на Дрейк. През 2011 г. са включени в списание „Seventeen“ като Модни икони на годината и са избрани за посланици на списанието. През 2014 г. участват в създаването на романа „Rebels: City of Indra“, заедно с неспоменатия автор Мая Слоан. Сестрите са критикувани заради решението си книгата да бъде издадена без да е споменат истинският автор, но Слоан споделя, че книгата е написана по техни идеи и виждания.
Кайли е била на корицата на много модни и тийнейджърски списания, сред които Cosmopolitan, Teen Vogue, Vogue и други.
Личният ѝ профил в instagram, както и фотогеничността ѝ, също носят много популярност на тийн кралицата. Всичките ѝ последователи са причина да бъде номинирана от тийнейджъри за награди като „Най-добър instagram акаунт“ и „Създател на най-добро селфи“. За жалост не печели награда от тези номинации през 2014 и 2015 г. Но наградата за любима риалити звезда, която е спечелила през 2013 г., e достатъчна.

### Благотворителност
Кайли създава свой акаунт в eBay, където продава стари дрехи, за да събере средства за детската болница в Лос Анджелис. Тя и семейството ѝ дават 27 хиляди щатски долара за благотворителност през 2013 г. Тя участва в благотворителна разпродажба, като средствата са изпратени на организация. Семейството ѝ участва в благотворителна боулинг игра на 19 януари 2014. На събитието се набират средства за фондацията на Робин Худ. Кайли участва и в благотворителни игри на Крис Браун през 2014 г.
По време на пандемията от коронавирус през 2020 година, брандът ѝ за бяла козметика, „Kylie Skin“, започва масово производство на дезинфектанти за ръце, които даряват на болници в Калифорния.

### Публичен образ
През май 2015 г. Дженър решава да уголеми устните си с временен филър. В началото Кайли решава да го запази в тайна и казва, че използва просто молив, като в резултат на това се предизвиква появата на „Предизвикателството на Кайли Дженър“. Това е юношески тренд, в който чрез предмет с тясно гърло устните се уголемяват временно. Играта е изключително опасна, защото може да предизвика обилно кървене и други травми.

## Филмография

### Филми
| Година | Заглавие      | Бележки     |
| ------ | ------------- | ----------- |
| 2018   | Ocean's Eight | Гост-звезда |

### Телевизия
| Година      | Заглавие                         | Бележки                                             |
| ----------- | -------------------------------- | --------------------------------------------------- |
| 2007 – 2021 | Keeping Up with the Kardashians  | Главна роля                                         |
| 2010, 2013  | Кортни и Клои превземат Маями    | Два епизода: „Това е моят живот“ и „Игра с дракони“ |
| 2012        | Следващият топ модел на Америка  | 18 кръг, епизод „Крис Дженър“                       |
| 2012        | Дрешници за милиони              | Първи епизод                                        |
| 2014        | Оправяй се                       | Епизод „Кендъл & Кайли и Гари Оуенс“                |
| 2014        | Much Music Video Awards          | Ко-водещ                                            |
| 2014        | Кортни и Клои превземат Хемптънс | Един епизод                                         |
| 2014        | Абсурдност                       | Епизод „Кендъл и Кайли Дженър“                      |
| 2015        | Аз съм Кейт                      | Три епизода                                         |
| 2015        | Царуване с Тайга                 | Епизод „Животът“                                    |
| 2017        | Животът на Кайли                 | Главна роля                                         |

### Музикални клипове
| Година | Песен                 | Изпълнител                              | Роля           |
| ------ | --------------------- | --------------------------------------- | -------------- |
| 2013   | Find That Girl        | The Boy Band Project                    | Гадже          |
| 2014   | Recognize             | PartyNextDoor (с участието на Дрейк)    | Себе си        |
| 2014   | Blue Ocean            | Джейдън Смит                            | Себе си        |
| 2015   | Stimulated            | Тайга                                   | Гадже          |
| 2015   | Dope'd Up             | Тайга                                   | Гадже          |
| 2015   | I'm Yours             | Джъстин Скай (с участието на Vic Mensa) | Караоке певица |
| 2016   | Come and See Me       | PartyNextDoor                           | Гадже          |
| 2018   | Stop Trying To Be God | Травис Скот                             | Златен ангел   |
| 2020   | Stuck with U          | Ариана Гранде и Джъстин Бийбър          | Себе си        |

## Награди
| Година | Награди                                                 | Категория                                             | Резултат   |
| ------ | ------------------------------------------------------- | ----------------------------------------------------- | ---------- |
| 2013   | Награди „Изборът на тийнейджърите“ (Teen Choice Awards) | Любима риалити звезда: Жена (заедно с каста на KUWTK) | Печели     |
| 2014   | Награди „Изборът на тийнейджърите“ (Teen Choice Awards) | Любима риалити звезда: Жена (заедно с каста на KUWTK) | Номинирана |
| 2015   | Награди „Изборът на тийнейджърите“ (Teen Choice Awards) | Любима Instagram личност                              | Номинирана |
| 2015   | Награди „Изборът на тийнейджърите“ (Teen Choice Awards) | Любим създател на селфита                             | Номинирана |
| 2016   | Shorty Awards                                           | Snapchat личност на годината                          | Номинирана |
| 2017   | Shorty Awards                                           | Знаменитост на годината                               | Номинирана |
| 2017   | Награди „Изборът на тийнейджърите“ (Teen Choice Awards) | Любима Instagram личност                              | Номинирана |
| 2017   | Награди „Изборът на тийнейджърите“ (Teen Choice Awards) | Любима Snapchat личност                               | Номинирана |
| 2019   | Награди „Изборът на тийнейджърите“ (Teen Choice Awards) | Любима звезда от социалните мрежи                     | Номинирана |

|  | Тази страница частично или изцяло представлява превод на страницата Kylie_Jenner в Уикипедия на английски. Оригиналният текст, както и този превод, са защитени от Лиценза „Криейтив Комънс – Признание – Споделяне на споделеното“, а за съдържание, създадено преди юни 2009 година – от Лиценза за свободна документация на ГНУ. Прегледайте историята на редакциите на оригиналната страница, както и на преводната страница, за да видите списъка на съавторите. ВАЖНО: Този шаблон се отнася единствено до авторските права върху съдържанието на статията. Добавянето му не отменя изискването да се посочват конкретни източници на твърденията, които да бъдат благонадеждни. |

1. 1 2 3  Introducing Caitlyn Jenner
2. 1 2 3 4  hedendaagsesieraden.nl
3. ↑  Kylie Jenner Opens Up About Split from Tyga on Life of Kylie: 'There Was No Crazy Fight'
4. ↑  Travis Scott says he's raising his and Kylie Jenner's daughter Stormi to know that she can do 'anything a man can do'
5. ↑  Kylie Jenner and Travis Scott split, but it may be temporary
6. ↑  Kylie Jenner Opens Up About Split from Tyga on Life of Kylie: 'There Was No Crazy Fight' //  People (списание).   Посетен на 1 март 2021 г. (на английски)
7. ↑  Travis Scott says he's raising his and Kylie Jenner's daughter Stormi to know that she can do 'anything a man can do' //   Посетен на 1 март 2021 г. (на английски)
8. ↑  Kylie Jenner and Travis Scott split, but it may be temporary //  Лос Анджелис Таймс.   Посетен на 1 март 2021 г. (на английски)
9. ↑  www.seventeen.com
10. ↑  www.usmagazine.com